# Foviella warreni
Foviella warreni is een platworm (Platyhelminthes). De worm is tweeslachtig. De soort leeft in het zoute water.
Het geslacht Foviella, waarin de platworm wordt geplaatst, wordt tot de familie Uteriporidae gerekend. De wetenschappelijke naam van de soort werd voor het eerst geldig gepubliceerd in 1850 door Girard.